# Burlat

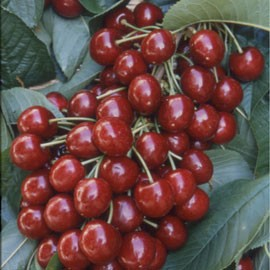
Plody odrůdy 'Burlat'

Burlat (Prunus avium 'Burlat') je ovocný strom, kultivar druhu třešeň ptačí (Prunus avium) z čeledi růžovitých. Plody jsou řazeny mezi odrůdy chrupek, sklízí se v druhém třešňovém týdnu, 8.6.–18.6. Odrůda je silně napadána moniliózou, náchylná k pukání a poškozují ji v květu jarní mrazíky, nebývá napadána vrtulí třešňovou.

## Historie

### Původ
Odrůda byla nalezena ve Francii jako náhodný semenáč ve třicátých letech 20. století.

## Vlastnosti
Kvete středně raně. Podle některých zdrojů jde o částečně samosprašnou odrůdu. Odrůda pro dobrou plodnost ale vyžaduje opylení a podle většiny zdrojů je cizosprašná. Opylovačem je Karešova, Kaštánka a Van, Rivan a Horka.

### Růst
Růst odrůdy je bujný, později střední. Koruna je rozložitá, spíše řídká, se silnými kosterními větvemi.

## Plodnost
Plodí záhy, průměrně a pravidelně.

## Plod
Plod je kulatě srdčitý, spíše velký (asi 7g). Slupka hladká, pevná, lesklá, hnědočervené zbarvení přechází k tmavě červené barvě. Dužnina je světle červená, v plné zralosti červená, tuhá, šťavnatá, jde dobře od pecky. Dužnina se vyznačuje sladce navinulou chutí, velmi dobrou.

## Choroby a škůdci
Odrůda při včasné sklizni není napadána vrtulí třešňovou ale vysoce náchylná k napadení moniliózou, pukání plodů a květy jsou dosti citlivé k nízkým teplotám během kvetení. Plně mrazuvzdorná během zimy. Je napadána suchou skvrnitostí listů peckovin.

## Použití
Je vhodná ke kompotování, přepravě a skladování. Odrůdu je s ohledem na poškození květů mrazíky lépe použít spíše do středních a teplých poloh, je doporučena do sušších oblastí. Preferuje lehce kyselou, vlhkou půdu., podle jiných zdrojů je zcela nenáročná. Je doporučována jak pro velkovýrobu, tak pro domácí pěstování.